# 682
Évszázadok: 6. század – 7. század – 8. század
Évtizedek: 630-as évek – 640-es évek – 650-es évek – 660-as évek – 670-es évek – 680-as évek – 690-es évek – 700-as évek – 710-es évek – 720-as évek – 730-as évek
Évek: 677 – 678 – 679 – 680 –  681 – 682 – 683 – 684 – 685 – 686 – 687

## Események

### Európa
- A Frank Birodalomban Waratto neustriai majordomus fia, Gistemar megdönti apja uralmát és elfoglalja helyét. Felmondja a békét Austrasiával és Namurnál legyőzi Herstali Pippin majordomust. Waratto azonban még ebben az évben visszaszerzi korábbi pozícióját, bár fia a következő években többször is fellázad ellene.
- Centwine wessexi király Devonban legyőzi a britonokat és "beűzi őket a tengerbe".
- Ecgfrith northumbriai király megbízza Benedict Biscop apátot, hogy a virágzó monkwearmouthi kolostor közelében, Jarowban alapítson még egy apátságot.
- III. Bridei pikt király feldúlja az Orkney-szigeteket.
- Cadwaladr gwyneddi király belehal a Walesben pusztító járványba. Utóda fia, Idwal Iwrch.
- Augusztusban - másfél évvel megválasztása után - felszentelik II. Leo pápát.

### Kelet-Ázsia
- Miután a kínaiak az előző évben hitszegő módon kivégezték a magát megadó Asina Funiant, a keleti és nyugati türkök is fellázadnak uralmuk ellen. Az Asina Csebo vezette nyugatiakat sikerül legyőzniük, de a keleti Asina Kutlug felkelése sikerrel jár és megalapítják a Második Türk Kaganátust.

## Halálozások
- Podzsang, Kogurjo utolsó királya
- Cadwaladr, gwyneddi király
- Zajnab bint Ali, Mohamed próféta unokája
- Szun Szi-miao, kínai orvos

## Fordítás
- Ez a szócikk részben vagy egészben  a(z)   682 című angol Wikipédia-szócikk ezen változatának fordításán alapul.  Az eredeti cikk szerkesztőit annak laptörténete sorolja fel. Ez a jelzés csupán a megfogalmazás eredetét és a szerzői jogokat jelzi, nem szolgál a cikkben szereplő információk forrásmegjelöléseként.